# Hora Svaté Kateřiny
Hora Svaté Kateřiny é uma cidade checa localizada na região de Ústí nad Labem, distrito de Most.